# Kristian Gjessing
Kristian Gjessing (* 15. Januar 1978 in Aarhus) ist ein dänischer ehemaliger Handballspieler.
Der 1,86 Meter große und 103 Kilogramm schwere Rückraumspieler stand bis Juli 2013 bei Skjern Håndbold unter Vertrag. Daraufhin wechselte Gjessing zum Zweitligisten HC Midtjylland, bei dem er gleichzeitig als Co-Trainer tätig war. 2017 beendete er seine aktive Karriere. Vor seiner Zeit bei Skjern spielte er für BM Altea und AaB Håndbold.
Er gewann die Jugend-Weltmeisterschaft mit Dänemark. Für die dänische Nationalmannschaft gab er sein Debüt 1991 in Belgrad gegen Jugoslawien. Er bestritt 52 Länderspiele, in denen er 82 Tore warf. Er stand im erweiterten Aufgebot für die Weltmeisterschaft 2011.

## Privates
Gjessing lebt in Skanderborg und hat zwei Töchter, deren Mannschaften er trainierte.